# 奥村豊 (実業家)
奥村 豊（おくむら ゆたか、1926年3月11日 - 2018年1月1日）は、日本の経営者。古河機械金属社長、会長を務めた。

## 来歴・人物
岐阜県出身。1948年に東京大学経済学部商業学科を卒業し、同年5月に古河鉱業(のちの古河機械金属)に入社した。1973年5月に取締役に就任し、1977年6月に常務、1979年6月に専務を経て、1980年6月に副社長に就任し、1987年6月には社長に昇格した。1993年6月から1997年6月までに会長を務めた。
1988年11月に藍綬褒章を受章し、1996年4月には勲二等瑞宝章を受章。1988年2月にはベルギー国王から王冠勲章を受章。
2018年1月1日、病気のために死去。91歳没。